# Международный университет Кыргызстана
Международный Университет Кыргызстана — государственный университет Киргизской Республики со статусом международного высшего учебного заведения.

## История
Международный университет Кыргызстана учредили Правительство Киргизской Республики, Министерство образования и науки Киргизской Республики, Министерство иностранных дел Киргизской Республики, Национальная академия наук Кыргызской Республики и Государственный университет Сан-Франциско. Университет создан Указом президента Киргизской Республики, Постановлением Правительства Киргизской Республики является государственным университетом со статусом международного высшего учебного заведения.
В 1999 году Международному университету Кыргызстана предоставлен статус автономного самоуправляемого университета, который необходим для вхождения в мировое образовательное пространство. В дальнейшем в 2003 году преобразован в Учебно-научно-производственный комплекс «Международный Университет Кыргызстана».
В 2017 году университет был преобразован в Академический консорциум "Международный университет Кыргызстана" - корпоративную группу, в состав которой входит ряд образовательных, научных и производственных учреждений различного уровня.
В настоящее время в университете создана организационная структура, в основу которой положена евро-американская структура университетов, предполагающая автономность структурных подразделений и направленная на активную деятельность в области образования и науки.

## Структура
В университете создана организационная структура, в основу которой положена евро-американская структура университетов.
Как международный вуз, он стремится к международному сотрудничеству университетов, развивает тенденцию глобализации образования, расширяет сотрудничество с университетами и организациями разных стран.
МУК является головной организацией, задействованной в создании Виртуальной академии стран Европы и Центральной Азии, и активным соисполнителем образовательных проектов Института дистанционного образования Всемирного банка. В МУКе действует опорный пункт института ЮНЕСКО по новым информационным технологиям в образовании.

## Международное сотрудничество
Академический консорциум МУК ведет активную международную деятельность, внедряя инновационные методики образования и научных исследований, развивает тенденции глобализации образования, расширяет сотрудничество с университетами и организациями разных стран.
Международный университет Кыргызстана является членом:
- Всемирной ассоциации университетов и колледжей (WAUC);
- Европейской ассоциации университетов (EUA);
- Федерации университетов Исламского мира (FUIW);
- Международной ассоциации университетов и факультетов международных отношений ВУЗов партнеров МГИМО;
- Глобального Альянса транснационального образования (GATE);
- Европейской ассоциации международного образования (EAIE);

- Консорциума Евразийских университетов Шелкового пути (ESRUC);
- Международной ассоциации университетов при ЮНЕСКО;
- Союза университетов Тюркоязычных государств;
- Консорциума университетов стран Ближнего Запада по международным деятельностям (MUCIA);
- Европейской Ассоциация медицинского образования (АМЕЕ);
- Фонда Медицинского образования и науки (FAIMER);
- Европейской организации PhD образования в области биомедицины и общественного здравоохранения (ORFHEUS);
- Альянса медицинских университетов "Один пояс - один пусть";
- Альянса Университетов Новой Европы.

## Награды
22 октября 2001 года в городе Женева Международный университет Кыргызстана награждён Международной золотой Звездой Качества в области образования, учреждённой Business Initiative Directions.
В 2007 году Business Initiative Directions наградила Международный университет Кыргызстана Высшей международной наградой International Quality Summit категория «ПЛАТИНА» за активную деятельность, направленную на высококачественную работу, модель эффективных действий, благоприятное положение в коллективе сотрудников, расширение стратегии управлением качеством и высоких результатов работы.
14 мая 2007 года на Международном форуме по Высшему образованию в городе Варна Международный университет Кыргызстана награждён Международной наградой «EUROPEAN QUALITY» за стремление достичь высокого качества образовательных услуг в соответствии с европейскими стандартами.